# Juan Pablo Villalobos
Juan Pablo Villalobos (Guadalajara, Mèxic,1973) és un escriptor mexicà establert a Barcelona.

## Biografia
Va néixer a Guadalajara, Jalisco, el 1973, i va créixer a Lagos de Moreno, Jalisco. És llicenciat en Llengua i Literatura Hispàniques per la Universitat Veracruzana. (També es va llicenciar en Administració i Màrqueting, activitat que va abandonar per dedicar-se a la literatura.) La seva tesi de llicenciatura va estar dedicada als gèneres literaris i la representació en les memòries de Fra Servando Teresa de Mier.
Va ser becari de l'Institut d'Investigacions Lingüístic-Literàries de la Universitat Veracruzana, on va participar en un projecte d'investigació sobre el narrador argentí César Aira. Posteriorment va obtenir el Diploma en Estudis Avançats (DEA) del doctorat en Teoria Literària i Literatura Comparada de la Universitat Autònoma de Barcelona amb una tesina sobre sabotatge narratiu i "anti-literatura" en l'obra de l'escriptor equatorià Pablo Palacio, gràcies a una beca del Programa Alban, beques d'alt nivell de la Unió Europea per a estudiants d'Amèrica Llatina. Entre 2011 i 2014 va viure al Brasil, per tornar de nou a Barcelona.
És autor de les novel·les Fiesta en la Madriguera (Anagrama, 2010, la traducció a l'anglès, Down the Rabbit Hole, va ser finalista del First Book Award del diari londinenc The Guardian), Si viviéramos en un lugar normal (Anagrama, 2012), No estilo de Jalisco (Realejo / Bateia, 2014, escrita en portuguès i publicada únicament al Brasil amb motiu del Mundial de futbol), Te vendo un perro (Anagrama, 2014) i No voy a pedirle a nadie que me crea. (Anagrama, 2016, Premi Herralde de Novel·la). La seva obra ha estat traduïda i publicada en 14 països: Regne Unit, Estats Units, Brasil, França, Alemanya, Itàlia, Holanda, Bulgària, Romania, Hongria, Portugal, Japó, Turquia i Israel (i està en vies de publicació a Rússia i Islàndia). Les seves dues primeres novel·les van ser adaptades al teatre i representades al Brasil. És col·laborador de diversos mitjans, entre d'altres: Letras Libres, Gatopardo, Granta, O Estado de São Pauloi els blogs del English Pen i de Companhia das Letras.
Ha traduït del portuguès a l'espanyol l'obra dels escriptors brasilers Rodrigo de Souza Leão (Todos los perros son azules, Seto Piso, 2013), Sérgio Rodrigues (El regate, Anagrama, 2014), Patrícia Melo (Ladrón de cadáveres, Oceano, 2015) i Raduan Nassar (Un vaso de cólera, Sexto Piso, 2016). Va ingressar al Sistema Nacional de Creadors d'Art de Mèxic en l'edició 2012. Ha estat membre del jurat del Premi Nacional de Novel·la Jove José Revueltas 2014, l'International Dublin Literary Award 2016 i del Premi Iberoamericà de Novel·la Elena Poniatowska 2016. Des de 2003 viu fora de Mèxic. Actualment resideix a Barcelona. Està casat amb una traductora brasilera i té dos fills.
Està casat amb la lingüista brasilera Andreia Moroni.

## Obres
- Fiesta en la madriguera, 2010.
- Si viviéramos en un lugar normal, 2012
- Te vendo un perro, 2015.
- No voy a pedirle a nadie que me crea, 2016, premio Herralde.
- Yo tuve un sueño (Editorial Anagrama, 2018). No ficció.
- La invasión del pueblo del espíritu (Editorial Anagrama, 2020).